# Beira Litoral
Beira Litoral var en provins i centrala Portugal mellan 1936 och 1976.
Beira Litoral gränsade i norr till  Douro Litoral, i väst till Atlanten, i söder till Estremadura och Ribatejo, och i öst till Beira Alta och Beira Baixa.
Provinsen omfattade ungefär dagens Distrito de Aveiro och Distrito de Coimbra samt en del av Distrito de Leiria och Distrito de Santarém.
Idag ingår Beira Baixa huvudsakligen i Região do Centro.

## Viktigaste städer
- Coimbra
- Aveiro
- Leiria